# Findbar di Cork
Findbar (inglese: Finbarr, Finbarre, Finebarr e Fin Barre) (Templemartin, 550 – Cork, 623) fu vescovo di Cork ed è il santo patrono della città e diocesi di Cork. Pádraig Ó Riain ritiene che Finbarr non sia mai esistito come persona, ma "creato" dai Cristiani per acquisizione di una divinità pagana locale.

## Biografia
Nato probabilmente a Templemartin, nei pressi di Bandon, e originariamente chiamato col nome di Luan, o Lochan, era figlio di Amergin di Maigh Seola. 
Avrebbe studiato in Ossory, corrispondente approssimativamente all'attuale County Kilkenny. Fu ribattezzato "Fionnbarra" ("biondo", in irlandese) quando fu tonsurato, e poi divenne noto come "Findbarr".
Al termine della sua formazione ritornò a casa e visse per qualche tempo su un'isola nel piccolo lago che allora si chiamava Loch Irce. Egli è noto per aver costruito chiese, in vari altri luoghi, tra cui una in Ballineadig, Contea di Cork, poi detta Cell na Cluaine, anglicizzato come Cellnaclona e talvolta indicato come Cloyne. 
Si stabilì negli ultimi diciassette anni della sua vita nella zona allora conosciuta come "un Corcach Mór " (Great Marsh), ora la città di Cork, dove raccolse intorno a sé monaci e studenti. Questo diventò un importante centro di cultura, dando origine alla frase "Ionad Bairre Sgoil na Mumhan" ("Where Finbarr taught let Munster learn"), scelto per motto da oggi University College Cork.
La sua chiesa e il monastero erano su una rupe calcarea sopra il fiume Lee, una zona ora conosciuta come Gill Abbey. Ha continuato ad essere il luogo della cattedrale della sua diocesi. L'attuale edificio sul sito, di proprietà della Chiesa d'Irlanda, è chiamata Cattedrale di San Fin Barre. Gli abitanti di Cork spesso si riferiscono ad essa come la Cattedrale del Sud, distinguendola dalla Cattedrale nord, la cattedrale cattolica di Santa Maria e Sant'Anna.
Finbarr morì a Cloyne presso Cork e fu sepolto nella Gill Abbey, il luogo dove oggi si trova la Cattedrale di Saint Finbarr a Cork.

## Culto
La sua festa è il 25 settembre sia per cattolici che per i protestanti. 
Dal Martirologio Romano: "A Cork nel Munster in Irlanda, san Finbar, vescovo".